# The Art Journal
The Art Journal, publicado en Londres, fue la revista victoriana más importante sobre arte. Fue fundada en 1839 por Hodgson & Graves, editores de impresión, 6 Pall Mall, con el título de Art Union Monthly Journal (o The Art Union), el primer número de 750 ejemplares que apareció el 15 de febrero de 1839.

## Historia
Hodgson y Graves contrataron a Samuel Carter Hall como editor, asistido por James Dafforne. Hall pronto se convirtió en el principal propietario, pero no pudo obtener ganancias por su cuenta. El editor de Londres George Virtue compró entonces el Art Union Monthly Journal de Hall en 1848, reteniendo a Hall como editor. Virtue renombró el periódico The Art Journal en 1849.
En 1851, los grabados de Hall, 150 cuadros de la colección privada de la reina Victoria y del príncipe Alberto, fueron ofrecidos en el diario del arte como la "Gran Exposición de 1851". Aunque esta característica era popular, la publicación siguió siendo inútil, forzando a Hall para vender su parte de la revista a Virtue, mientras que permanecía como redactor. En 1852, la revista finalmente obtuvo ganancias.
Como editor, Hall expuso los beneficios que las aduanas estaban ganando a la importación de obras de los antiguos maestros, y mostró cómo se fabricaban las pinturas en Inglaterra. The Art Journal se hizo notar por su retrato honesto de las bellas artes, pero su oposición a falsos y mal atribuidos Antiguos Maestros, como Rafael o Tiziano, deprimieron el mercado en tales obras.
Los primeros números de la revista, publicados mensualmente, apoyaron fuertemente a los artistas de The Clique y después de 1850 se asociaron con la oposición a la emergente Hermandad Prerrafaelita, que Hall consideró un movimiento reaccionario. Sus artículos atacaron a la Hermandad y su partidario John Ruskin.
Después de la jubilación de Hall en 1880, la revista cambió su posición, y enfrentó una fuerte competencia de la Magazine of Art y el gusto cambiante del público influenciado por el impresionismo. Esto último fue algo que ninguna revista fue capaz de sobrevivir: la Magazine of Art dejó de publicarse en 1904, y The Art Journal en 1912. Una edición estadounidense del Art Journal fue publicada en Nueva York de 1881 a 1887 por D. Appleton & Co.
La publicación ha sido referida, en varias ocasiones, como Londres Art Journal y Art-journal.

## Editores
| Nombre              | Años      |
| ------------------- | --------- |
| Samuel Carter Hall  | 1839–1880 |
| Marcus Bourne Huish | 1881–1892 |
| David Croal Thomson | 1892–1902 |

## Contribuciones
Los ensayistas más notables de la revista incluyen a Ralph Nicholson Wornum, Thomas Wright, Frederick Guillermo Fairholt, Edward Lewes Cutts y Llewellynn Jewitt. Richard Austin Artlett suministró una larga serie de placas grabadas de escultura.